# Almașu Mic (gmina Sârbi)
Almașu Mic – wieś w Rumunii, w okręgu Bihor, w gminie Sârbi. W 2011 roku liczyła 129 mieszkańców.